# فرد ماهر
فرد ماهر (انگلیسی: Fred Maher؛ زادهٔ ۱ ژانویه ۱۹۶۴) یک تهیه‌کننده موسیقی اهل ایالات متحده آمریکا است.